# Ilarwill
Ilarwill är en ort i Australien. Den ligger i kommunen Clarence Valley och delstaten New South Wales, i den sydöstra delen av landet, omkring 520 kilometer norr om delstatshuvudstaden Sydney. Den ligger på ön Woodford Island. Orten hade 233 invånare år 2021.